# Paul Vangelisti
Paul Vangelisti (17 settembre 1945) è un poeta, traduttore e educatore statunitense.

## Biografia
Nel 1967 si laureò in Lettere e Filosofia presso l'Università di San Francisco . Ha frequentato per un anno il Trinity College di Dublino, in Irlanda, come ricercatore. Nel 1968 si trasferì a Los Angeles per frequentare la University of Southern California, dove seguì diversi corsi di specializzazione ma non conseguì mai la laurea.
Vangelisti ha curato diverse antologie di poesie, tra cui una in italiano e una in polacco. Fu tra i primi a fare le prime raccolte, antologie appunto, di poeti dell'area di Los Angeles, come "Specimen '73",definiendo la traiettoria storica della poesia del secondo dopoguerra nella California meridionale. Il suo primo volume, "Anthology of LA Poets", è stato curato insieme a Charles Bukowski e Neeli Cherkovski . Nel 1999 ha curato "LA Exiles", un'antologia di scrittori sfollati di Los Angeles.
Vangelisti è autore di quasi venti raccolte di poesie, tra cui "Aria" (1973), "Portfolio" (1978), "Un altro te" (1980), "Villa", "Rime" (1983) e "Nemo" (1995). Nel 1988 gli è stata assegnata una borsa di studio per la scrittura creativa dal National Endowment for the Arts . Vangelisti è noto anche come traduttore di poesia italiana, in particolare di poeti sperimentali come Adriano Spatola e Antonio Porta.
Vangelisti ha prodotto trasmissioni radiofoniche di letture di poesie attraverso una collaborazione con la stazione radio Pacifica KPFK di Los Angeles, dove ha lavorato come direttore degli affari culturali tra il 1974 e il 1982. Durante tale incarico, ha avviato e diretto LATE (Los Angeles Theater of the Ear), dove ha prodotto trasmissioni radiofoniche in diretta diffondendo classici di Pirandello, Brecht e altri drammaturghi contemporanei.